# Grace Lee Boggs

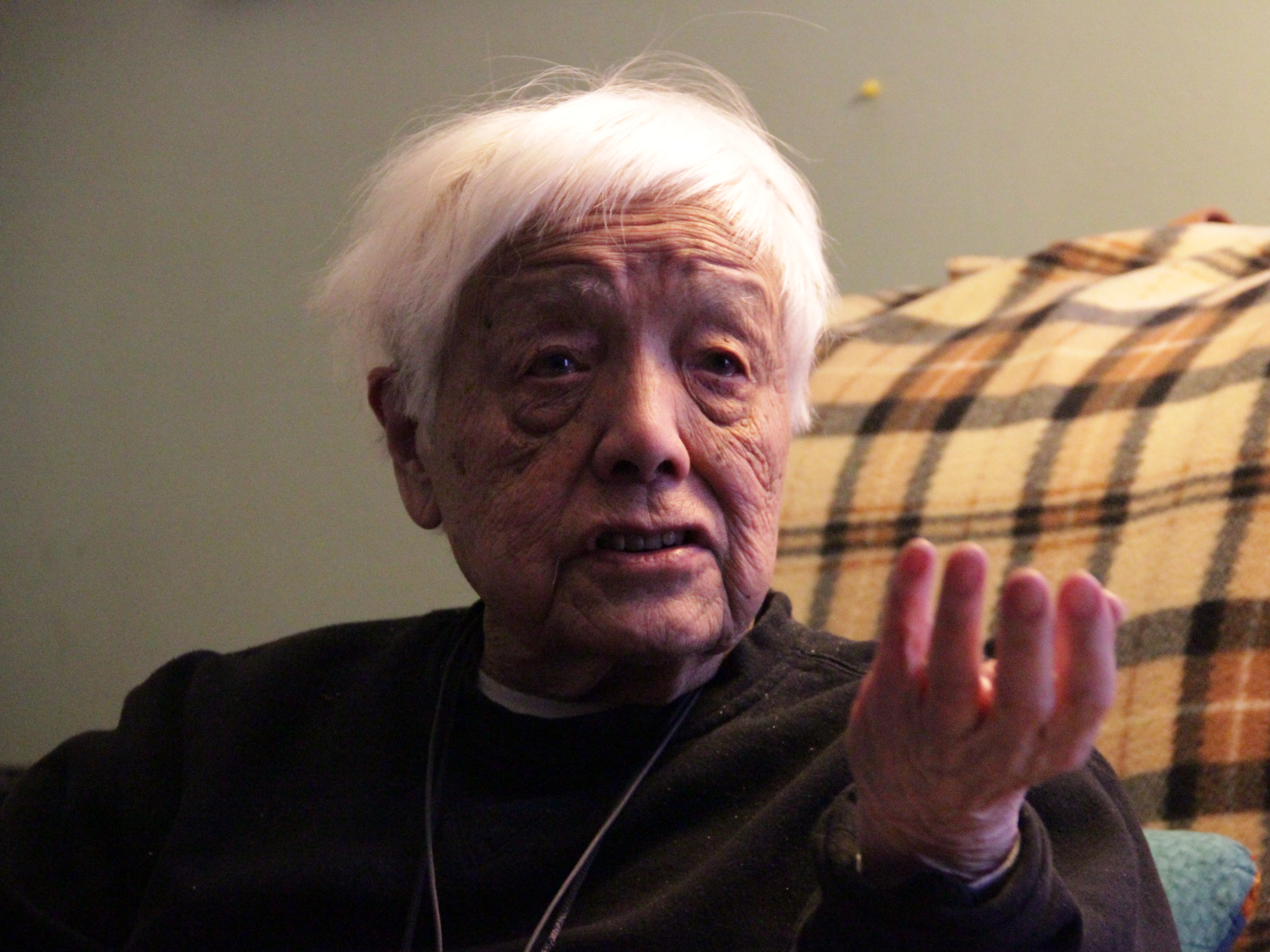
Grace Lee Boggs (2012)

Grace Lee Boggs (gebürtig Grace Chin Lee; * 27. Juni 1915 in Providence, Rhode Island; † 5. Oktober 2015 in Detroit, Michigan) war eine US-amerikanische Schriftstellerin, Bürgerrechtlerin und Feministin. Sie arbeitete politisch in den 1940er und 1950er Jahren zusammen mit C. L. R. James und Raya Dunayevskaya. In den 1960er Jahren schlug sie zusammen mit ihrem Ehemann James Boggs († 1993) eine eigene politische Richtung ein. Von 1954 bis zu ihrem Tod lebte Boggs in Detroit.

## Leben
Grace Chin Lee wurde 1915 als Kind chinesischer Immigranten geboren. Ihr Vater betrieb ein Restaurant am Times Square. 1935 erlangte sie den Titel eines B.A. am Barnard College und 1940 den Titel eines Ph.D. am Bryn Mawr College. 1954 kam sie nach Detroit, wo sie den afroamerikanischen Gewerkschafter James Boggs heiratete. Gemeinsam arbeiteten sie in Graswurzelbewegungen und veröffentlichen 1974 das Buch Revolution and Evolution in the Twentieth Century.
1992 gründeten sie unter anderem mit Shea Howell das multikulturelle, generationenübergreifende Programm „Detroit Summer“, um die Sozialstruktur Detroits von Grund auf neu aufzubauen. Die Veranstaltung fand 2006 zum 14. Mal statt. Zu der Zeit arbeitete Grace Lee Boggs mit der „Detroit City of Hope campaign“ und der „Beloved Communities“-Initiative zusammen und schrieb für die Wochenzeitung Michigan Citizen.
Ihre Autobiografie Living for Change (Minnesota 1998) wird häufig als Lehrbuch für asiatisch-amerikanische Studien, Detroiter Regionalkunde und Sozialgeschichte benutzt.
Im Oktober 2014 gab die Aktivistin bekannt, sie liege in einem Hospiz in Detroit im Sterben.

### Ehrungen (Auswahl)
- 1993: Human Rights Day Award, Center of Peace and Conflict Studies, Wayne State University
- 1998: Zenobia Paine Drake Award, Black Family Development
- 2000: Discipleship Award von Groundwork for a Just World.
- 2000: Distinguished Alumnae Award, Barnard College
- 2000: Chinese American Pioneers Award, Organization of Chinese Americans
- 2001: Women’s Lifetime Achievement, Anti-Defamation League.
- 2002: Legacy Award, Museum of Chinese in America, New York City
- 2004: Grassroots Peacebuilder Award, Peace Action of Michigan
- 2004: Senior Celebrity Award, Bridging Communities, Detroit
- 2004: Doctor of Humane Letters degree, College of Wooster
- 2004: Interfaith Committee on Worker Issues Award
- 2004: Lifetime Commitment Award, Michigan Coalition for Human Rights
- 2005: Lifetime Achievement Award, Michigan Women’s Federation
- 2005: Community Honoree Award, WAND (Women’s Action for New Directions)
- 2005: Urban Woman Writer in Residence, Department of Interdisciplinary Studies, Wayne State University
- 2005: Lifetime Achievement Award, Detroit City Council
- 2007: A Detroit News Michiganian of the Year
- Ehrenplakette in der National Women’s Hall of Fame in Seneca Falls, New York
- 2007 Doctor of Humane Letters degree, Kalamazoo College

## Bibliografie
- Revolution and Evolution in the Twentieth Century. (mit James Boggs). New York: Monthly Review Press, 1974.
- Women and the Movement to Build a New America. Detroit: National Organization for an American Revolution, 1977.
- Conversations in Maine: Exploring Our Nation’s Future (mit James Boggs, Freddy Paine and Lyman Paine). Boston: South End Press, 1978.
- Living for Change: An Autobiography. Minneapolis: University of Minnesota Press, 1998.